# آرد ال برج
آرد ال برج یک کوه در لبنان است که در استان نبطیه واقع شده‌است.